# Eutomopepla artena
Eutomopepla artena är en fjärilsart som beskrevs av Druce 1891. Eutomopepla artena ingår i släktet Eutomopepla och familjen mätare. Inga underarter finns listade i Catalogue of Life.